# KRYさわやかモーニング
『KRYさわやかモーニング』（ケイアールワイさわやかモーニング）は、山口放送で月曜 - 金曜の5:20 - 6:54に放送されている自社制作の朝の情報番組。通称「さわやか」。

## 概要
1992年（平成4年）春の改編前まで、山口放送テレビは日本テレビから『ルンルンあさ6生情報』をネットしていたが、同年3月27日をもって終了。それに伴い、当該時間帯を自社制作番組に転換する形で放送開始。ただし、NNN協定と絡むコーナーを含めて番組中盤の20分前後は『ジパングあさ6』を部分ネットしており、ローカルパートとネットパートを繰り返しながら放送する構成は引き継がれ続けている。
当番組は山口県内において、唯一ローカル情報を伝える早朝番組であり、さらに、同様に自社制作で早朝番組を編成するNNN・NNS系列他局が番組タイトルを変えつつ放送する中で唯一変えていない番組でもあり、NNN系列の早朝番組として最古参となると同時に朝のローカル情報番組としても各局が放送する朝の情報番組の中でも朝日放送テレビの『おはよう朝日です（おはよう朝日土曜日です）』（1979年〜）に次いで2番目の長さである。
もっとも、日本テレビホールディングスの放送持株会社である読売中京FSホールディングス（FYCS）の連結子会社4局が制作する朝の情報・報道番組としては『どさんこワイド朝』（札幌テレビ）、『あさドレ♪』（中京テレビ）、『す・またん!』（読売テレビ）、『バリはやッ!』（福岡放送）とともに『Oha!4 NEWS LIVE』（日テレNEWS24制作）第2部および『ZIP!』5:50 - 6:54枠の時間帯を差し替えている数少ない局であり、FYCS連結子会社4局かつNNN基幹局以外では唯一である。
ただし、番組の中で『Oha!4 NEWS LIVE』（第2部）ならびに『ZIP!』の一部コーナーとNNN協定により『NNNニュースZIP!』を同時ネットする。第1部を差し替える局では福岡放送と並んで第2部ローカル差し替え可能時間（7:40頃 - 7:55）での差し替えは行われない。
番組のテーマソングやジングルは開始時からほぼ変わらず使用されている（作曲は周南市在住の中越和明。「ほぼ」というのはメロディは変わらないものの、中越によってアレンジが加えられているためで現在のものは3代目）。CMアイキャッチは女声で「♪さ〜わ〜や〜か、モ〜ニ〜ング」と歌うもの。
2011年には放送開始から20周年、中でも10月17日には放送回数5000回を迎えた。
2015年9月14日からは「6000回放送記念スペシャルウィーク」と題した企画で放送され、14日は萩市の道の駅萩しーまーとから番組では初めて全篇外からの中継となった。
2022年3月30日、放送開始から30周年。同日を挟んだ1週間は「30周年記念ウィーク」と題して特別企画で放送した。

### 放送時間の変遷
| 期間       | 期間       | 放送時間（日本時間）     |
| ---------- | ---------- | ------------------------ |
| 1992.03.30 | 1997.03.28 | 平日 6:00 - 7:00（60分） |
| 1997.03.31 | 2001.09.28 | 平日 5:59 - 7:00（61分） |
| 2001.10.01 | 2006.03.31 | 平日 5:30 - 6:30（60分） |
| 2006.04.03 | 2024.09.30 | 平日 5:20 - 6:30（70分） |
| 2024.10.01 |            | 平日 5:20 - 6:54（94分） |

## 歴史
- 1992年3月30日：ネットしていた『ルンルンあさ6生情報』と『NNN朝のニュース・平日版』の放送終了に伴い放送開始。
  - 当時の放送枠は6:00 - 7:00（ただし年末年始は休止となり、年末は『ジパングあさ6』を単独番組扱いで臨時フルネット）
  - 初代キャスターは向田好美、國本泰功。
  - 6:15頃 - 6:35頃に『ジパング』の以下のコーナーを内包。ニュースジパングとここがポイント!の間に挟まれた関東ローカル枠は山口発の県内天気予報に差し替え。

▽6:15 「NNNニュースジパング」
▽6:25 「ここがポイント!」
▽6:31 「スポーツジパング・スポーツ631」
- 1994年4月4日：『いきいきやまぐち455』開始に伴い向田が降板、水田薫に交代。
- 1997年3月31日：キャスターが山本博子と倉重悟になる。番組開始時刻も1分前倒しの5:59開始になる。
- 2001年4月2日：女性キャスターが竹島知江になる。
- 2001年10月1日：『ジパングあさ6』、『ズームイン!!朝!』終了、『ズームイン!!SUPER』と早朝ニュース『ニュース朝いち430』[注 7]開始に伴い、番組全体を29分繰り上げ、日本テレビにおける『ズームイン!!SUPER』の第1部と同時刻の5:30 - 6:30の放送になる。
  - 『ジパングあさ6』での内包枠の後継ぎとして、5:31頃 - 5:46頃まで『ズームイン!!SUPER』（第1部）の「SUPERフラッシュ」「新聞ナナメ読み」「スポーツヘッドライン」と、6:00 - 6:08は「ニュースジパング」に代わる全国ニュース枠である『NNNニュースSUPER』を内包する形に変更。
- 2004年3月29日：キャスターが竹島と石川正史になる。
- 2005年：新キャラクター“さわ吉”誕生。
- 2006年4月3日：春の改編で早朝ニュース『ニュース朝いち430』が『Oha!4 NEWS LIVE』[注 8]になることに伴い、さらに10分繰り上がって、日本テレビにおける『ズームイン!!SUPER』（第1部）開始時刻と同時刻の5:20開始になる。
  - 男性キャスターが竹重雅則（月曜・火曜）、高橋良（水曜・木曜・金曜）になる。スタジオのHD化に伴いステレオ放送開始
- 2007年4月2日：番組15周年を迎えた。竹島の結婚に伴い、キャスター陣総入れ替え。メインキャスターには7年半ぶりにアナウンサーとして、またこの番組に復帰となる國本泰功。また香取由有子（月曜・火曜）、塚田文（水曜 - 金曜）も登板。
- 2009年3月30日：女性キャスターを入れ替え。小野口奈々（月曜・火曜）と河野康子（水曜 - 金曜）に。
- 2010年3月29日：女性キャスターを入れ替え。大河原あゆみ（月曜・火曜）に。小野口は（水曜 - 金曜）へ。
- 2011年4月1日：放送開始から20年。女性キャスターを入れ替え。鎌田友里（月曜 - 金曜）に。
  - あしかけ9年半続いた『ズームイン!!SUPER』が終了、日本テレビでは『Oha!4 NEWS LIVE』[注 8]の放送時間拡大と『ZIP!』が開始。それに伴い『SUPER』（第1部）の内包枠の後継ぎとして、旧「5:30 HEADLINE」相当枠では内包放送時間帯を繰り上げ、『Oha!4』（第2部）の前半のおはよん天気・最新ニュースを、『NNNニュースSUPER』の枠では『ZIP!』[注 9]の全国ニュース枠である『NNNニュースZIP!』をそれぞれ内包する形に変更。
- 2017年4月3日：放送開始から満25年。キャスター陣総入れ替え。男性キャスターが長井紀幸、女性キャスターが丹黒香奈子。共に（月曜 - 金曜）の担当。同時に番組ロゴも刷新される。
  - 『Oha!4』の差し替えポイントも変更され、最新ニュースに代えて5:31頃 - 5:44頃のおはにゃん・スポーツ・エンタメをネットする。
- 2017年10月30日、キャスター陣総入れ替え。男性キャスターが成田弘毅、女性キャスターが八木美佐子。共に（月曜 - 金曜）の担当。番組セットもリニューアルされる[2]。
- 2020年3月30日：女性キャスターを入れ替え、新人の上田奈央を抜擢。
- 2020年4月20日 - 5月22日：新型コロナウィルスの感染拡大防止の観点から放送時間を30分縮小して5:50 - 6:30に変更（Oha!4の5時台を臨時フルネット）
- 2020年9月7日：台風10号が接近していることを踏まえ、放送時間を前倒して5:00から放送。5:00からの20分は「さわやかモーニング特別版」の扱いとした。
- 2021年3月29日：男性キャスターを入れ替え。8代目として藤澤達弥が就任。新たに気象情報を担当する気象予報士の中原一徹（月曜日-木曜日担当）が就任[3][4]。また、この改編で一部編成を見直し。「NNNニュースZIP!」の放送時間を2分繰り上げ5:58 - 6:06に変更。
- 2022年3月28日：上田が『熱血テレビ』の女性キャスターとなるため、代わって畑中里咲が就任。
- 2022年6月27日、藤澤が退社し、北海道テレビに移籍する[注 10]ため、9代目として田中泰平が就任。同時にこれまで男性キャスターからはじめていた挨拶や進行を女性キャスターを立場を入れ替えた。
- 2024年10月1日：『ZIP!』の枠切りが変更されたのに伴い放送時間が24分拡大され、5:20 - 6:54となる。

## 出演者
- 【月曜 - 水曜】：成田弘毅・野口緒美
- 【木曜】：山田怜司・野口緒美
- 【金曜】：山田怜司・武藤ひさこ
- 【月曜 - 木曜】： 秋山幸輝（山口放送気象予報士）
- 【金曜】：山本昇治（山口放送気象予報士）

キャスターの変遷
| 期間       | 期間       | 男性キャスター | 男性キャスター | 男性キャスター | 男性キャスター | 女性キャスター | 女性キャスター | 女性キャスター |
| 期間       | 期間       | 月・火         | 水             | 木             | 金             | 月・火         | 水・木         | 金             |
| ---------- | ---------- | -------------- | -------------- | -------------- | -------------- | -------------- | -------------- | -------------- |
| 1992.03.30 | 1994.04.01 | 國本泰功       | 國本泰功       | 國本泰功       | 國本泰功       | 向田好美       | 向田好美       | 向田好美       |
| 1994.04.04 | 1997.03.28 | 國本泰功       | 國本泰功       | 國本泰功       | 國本泰功       | 水田薫         | 水田薫         | 水田薫         |
| 1997.03.31 | 2001.03.30 | 倉重悟         | 倉重悟         | 倉重悟         | 倉重悟         | 山本博子       | 山本博子       | 山本博子       |
| 2001.04.02 | 2004.03.26 | 倉重悟         | 倉重悟         | 倉重悟         | 倉重悟         | 竹島知江       | 竹島知江       | 竹島知江       |
| 2004.03.29 | 2006.03.31 | 石川正史       | 石川正史       | 石川正史       | 石川正史       | 竹島知江       | 竹島知江       | 竹島知江       |
| 2006.04.03 | 2007.03.30 | 竹重雅則       | 高橋良         | 高橋良         | 高橋良         | 竹島知江       | 竹島知江       | 竹島知江       |
| 2007.04.02 | 2009.03.27 | 國本泰功       | 國本泰功       | 國本泰功       | 國本泰功       | 香取由有子     | 塚田文         | 塚田文         |
| 2009.03.30 | 2010.03.26 | 國本泰功       | 國本泰功       | 國本泰功       | 國本泰功       | 小野口奈々     | 河野康子       | 河野康子       |
| 2010.03.29 | 2011.03.31 | 國本泰功       | 國本泰功       | 國本泰功       | 國本泰功       | 大河原あゆみ   | 小野口奈々     | 小野口奈々     |
| 2011.04.01 | 2017.03.31 | 國本泰功       | 國本泰功       | 國本泰功       | 國本泰功       | 鎌田友里       | 鎌田友里       | 鎌田友里       |
| 2017.04.03 | 2017.10.27 | 長井紀幸       | 長井紀幸       | 長井紀幸       | 長井紀幸       | 丹黒香奈子     | 丹黒香奈子     | 丹黒香奈子     |
| 2017.10.30 | 2020.03.27 | 成田弘毅       | 成田弘毅       | 成田弘毅       | 成田弘毅       | 八木美佐子     | 八木美佐子     | 八木美佐子     |
| 2020.03.30 | 2021.03.26 | 成田弘毅       | 成田弘毅       | 成田弘毅       | 成田弘毅       | 上田奈央       | 上田奈央       | 上田奈央       |
| 2021.03.29 | 2022.03.25 | 藤澤達弥       | 藤澤達弥       | 藤澤達弥       | 藤澤達弥       | 上田奈央       | 上田奈央       | 上田奈央       |
| 2022.03.28 | 2022.06.24 | 藤澤達弥       | 藤澤達弥       | 藤澤達弥       | 藤澤達弥       | 畑中里咲       | 畑中里咲       | 畑中里咲       |
| 2022.06.27 | 2024.03.29 | 田中泰平       | 田中泰平       | 田中泰平       | 田中泰平       | 畑中里咲       | 畑中里咲       | 畑中里咲       |
| 2024.04.01 | 2025.03.28 | 田中泰平       | 田中泰平       | 田中泰平       | 山田怜司       | 畑中里咲       | 畑中里咲       | 武藤ひさこ     |
| 2025.03.31 |            | 成田弘毅       | 成田弘毅       | 山田怜司       | 山田怜司       | 野口緒美       | 野口緒美       | 武藤ひさこ     |

## キャラクター
- さわ吉 - ニワトリをモチーフにした番組のイメージキャラクター。2005年に誕生した。「さわ吉しあわせ占い」に出てくる。
- ピヨ子 - ヒヨコをモチーフにしたキャラクター。さわ吉の隣によくいる。

## 放送休止・短縮について
- 基本的には12月29日 - 1月3日には番組の放送を休止し、同時間帯で日本テレビとの同時ネットを実施している（一部の番組を除く）。元日を除き、特記の無い日は通常時の本番組放送時間帯に情報番組がない。なお、この際は日本テレビも情報番組をストレートニュースすら編成していない（なお、1月2日・3日はローカルセールス扱いの『ニュース』が放送されている）。
  - 2000年末までは、『ジパングあさ6』を単独番組扱いで臨時フルネット。ただし、関東地方の天気予報は自社発のローカル天気に差し替えていた。
  - 2009年末までは、『ズームイン!!SUPER・第1部』を単独番組扱いで臨時フルネット。なお、5:49頃・6:08頃・6:28頃の天気予報をローカル天気に差し替えていた（5:49頃については、全国の天気予報を放送してから乗り換え）。ただし、1月2日と3日には『ズームイン!!SUPER』の放送が休止になるため、2008年始から2011年始には『Oha!6 NEWS LIVE』[注 8]をネット受けしていた（日本テレビ他一部地上波系列局も同時ネット）。しかし、2010年末には『ズームイン!!SUPER』そのものが12月28日をもって年内の放送を終えたうえ、『NNNニュースSUPER』の代替となる全国ニュースもなかったため、この年末は完全に情報番組が無くなった。
  - 2011年末は12月29日に『日テレNEWS24 発掘!SP』（4:55 - 5:50）[注 8]・『Oha!6 NEWS LIVE』[注 11]（5:50 - 8:00）をネット受けする（いずれも日本テレビ他一部地域を除く地上波系列局も同時ネット）。
  - 2014年末は12月29日に『Oha!4 NEWS LIVE年末拡大スペシャル』（日本テレビ他一部地上波系列局も一部または全編を同時ネット）[注 12]を放送するも、通常通り第1部のみのネット（ただし、通常番組扱いではなくフィラー扱い）となるが、通常より早い4:30をもって飛び降りた。以降は他系列番販番組を放送。
- 『ズームイン!!SUPER』において、全編全国中継で山口からの生中継（過去に萩と下関）があった場合には本番組を休止し、第1部から全編ネットしていた。
- 2019年度以降、一部の祝日は休止するようになった。ちなみに、そのような対応が取られる日に日本テレビでは『Oha!4』が全編休止となるほか『ZIP!』は40分繰り下げ・短縮（6:30 - 9:00）となっている。山口放送における対応としては6:30までは日本テレビからそのまま配給を受ける場合もあるが、テレビ東京からの番販ネットとなる場合もある。6:30以降は『ZIP!』を飛び乗りなしの、ローカル枠以外臨時フルネットとなる。2024年からは『ZIP!』をフルネットとして、ローカル枠を差し替えるのみにとどめる。
- 休止とならない場合でも『さわやかモーニング』を短縮させて5:50 - 6:30に編成する場合がある。2020年4月20日 - 5月22日は新型コロナウィルスの感染拡大防止のため。また2022年8月12日・15日・16日もお盆期間中などを考慮したもの。その際は『Oha!4』がフルネットされる。